# 錦小路在明

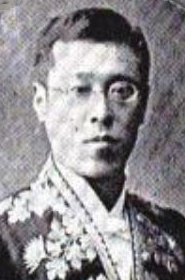
錦小路在明

錦小路 在明（にしきのこうじ ありあき、1869年8月16日〈明治2年7月9日〉 - 1911年〈明治44年〉11月24日）は、明治期の華族。官位は従五位、爵位は子爵。

## 経歴
山城国京都で式部大輔・唐橋在光の四男として生まれる。唐橋在正の弟。東京美術学校（現：東京芸術大学）卒業。明治維新以降、子爵に叙せられた。
1897年、群馬県尋常中学校教諭に就任。1898年、叔父・錦小路賴言の次女益子の入夫、錦小路家の養子となる。同じ年、賴言の死去に伴い、家督を相続する。1899年、東宮職御用掛となる。1900年、東宮主事に就任。
1911年11月24日死去。43歳没。

## 親族
- 実父：唐橋在光[1]
- 養父・叔父：錦小路賴言（錦小路家の当主）[1]
- 養母・叔母：錦小路經子[2]
- 妻：益子（頼言の次女）[3]
- 養子：錦小路頼孝（兄・唐橋在正の五男）[1]